# 韓志碩
韓志碩（韓語：한지석，1988年10月23日—），中國男演員，2013年加入韓國首個演員組合5urprise，加入後團體正式改名為Surprise。

## 演出作品

### 電視劇
- 2013年：搜狐《錢多多煉愛記》飾演 尚宇
- 2014年：MBC every1《放學後福不福2》飾演 韓志碩[4]
- 2016年：樂視《女總裁的貼身高手1&2》飾演 段飛
- 2022年：tvN《小女子》（EP12）
- 2023年：tvN《驅魔麵館2：全面回擊》飾演 中國驅魔人（EP1.12）[5]
- 2025年：Disney+《揭密最前線》飾演 車星煜

### 電影
- 2016年：《奪命輪迴》飾演 江洋大盜
- 2016年：《真相禁區》飾演 韓國少主[6][7]
- 2016年：《成人童話》飾演 男社長
- 2017年：《機器男友》飾演 王子機器人
- 2017年：《伏魔戰士2》飾演 羋凡
- 2018年：《住在海邊的貓頭鷹》飾演
- 2018年：《偷芯攻略》飾演 蕭玦
- 2019年：《捕快卜曼》飾演

### MV
- 2014年：陳彥妃《微涼的指尖 （页面存档备份，存于）》

## 外部連結
- 韓志碩的Instagram帳戶
- 韓志碩的新浪微博